# Dziewczyna (Bolesław Leśmian)
Dziewczyna – ballada autorstwa Bolesława Leśmiana, opublikowana w 1933 roku w Wiadomościach Literackich i wydana w 1936 roku w zbiorze Napój cienisty.
Leśmian w Dziewczynie prezentuje postaci walczące o swoje marzenia i o poznanie najwyższej prawdy, która okazuje się być tylko złudą. W wierszu mieszają się ze sobą elementy świata realnego i nierzeczywistego. Najbardziej rzeczywista zdaje się być w utworze praca.
Z treści ballady wynika, że sensem życia każdego człowieka jest po prostu dążenie do celu, jego poszukiwanie – nawet jeżeli okazuje się, że tak naprawdę jest tylko wymysłem naszego umysłu. W momencie kiedy poznajemy i doświadczamy tej najwyższej i brutalnej prawdy okazuje się, że powstaje w naszej rzeczywistości próżnia, że nasza egzystencja jest bezcelowa, że istnienie polega po prostu na próbach jej odnalezienia, które i tak nigdy nie powinny skończyć się sukcesem, bo prowadzić może to do autodestrukcji.
Utwór zawiera wersy nietypowo długie, bo siedemnastozgłoskowe z wyraźną średniówką po ósmej sylabie, rymujące się ze sobą w układzie aabb. Rymy są wyłącznie żeńskie: strony – zaprzepaszczony, dziewczynie – ginie. Brak podziału na strofy.